# 알파-케토아이소발레르산
α-케토아이소발레르산(영어: α-ketoisovaleric acid)은 발린의 대사 과정에서의 대사 중간생성물이다.

## 같이 보기
- α-케토발레르산